# Cigogne à pattes noires
Ciconia microscelis
Espèce
Statut de conservation UICN

 LC  : Préoccupation mineure
La Cigogne à pattes noires (Ciconia microscelis) est une espèce africaine d'oiseaux de la famille des Ciconiidae.
Elle fut jadis considérée comme une sous-espèce de la Cigogne épiscopale (Ciconia episcopus) avant d'être reconnue comme espèce à part entière par le COI en 2023.
Elle diffère principalement par ses pattes plus foncées et par une frontière plus dégradée entre le noir et le blanc sur la face.

## Répartition
Son aire s'étend à travers l'Afrique subsaharienne, (rare en Afrique australe et la corne de l'Afrique).

## Classification
Le nom valide complet (avec auteur) de ce taxon est Ciconia microscelis Gray, 1848.